# اکبر محمدی ارگی
اکبر محمدی ارگی (۲۳ مرداد ۱۳۵۴ در تهران) بازیکن سابق و مربی فوتبال اهل ایران است. اکبر محمدی ارگی علاوه بر مدرک پرو لایسنس فوتبال و مدرس رسمی AFC دارای دکترای تخصصی مدیریت ورزش از دانشگاه تربیت مدرس نیز میباشد که میتوان او را به‌عنوان یکی از تحصیل کرده ترین مربیان ایران نام برد. همچنین او سابقه مدیرعاملی باشگاه پیکان و سابقه مسئولیت ورزش شرکت ملی صنایع مس ایران را دارد.
او سابقه سرمربیگری در لیگ برتر و لیگ یک و همچنین سرمربیگری تیم ملی جوانان و نوجوانان جمهوری اسلامی ایران را دارد. در مهرماه سال ۱۴۰۲ وی به عنوان سرمربی باشگاه فوتبال مس کرمان معرفی شد.
اکبر محمدی ارگی در سال ۱۳۸۷به سرمربیگری تیم ملی فوتبال نوجوانان ایران رسید. وی در سال ۱۳۹۰ پس از حضور کارلوس کی روش و مشاوره فدراسیون در خصوص هدایت تیم‌های پایه به سرمربیگری تیم ملی این بار در رده جوانان دست پیدا کرد و در مسابقات قهرمانی آسیا در امارات با بازی‌های درخشان در مرحله گروهی و با شکست ژاپن و کویت و تساوی در برابر امارات میزبان به عنوان تیم اول به مرحله بعد صعود کرد اما در مرحله حذفی، بازی را به کره جنوبی واگذار کرده و از دور مسابقات کنار رفت. از آن تیم که به عنوان با استعدادترین تیم جوانان پس از انقلاب یاد می‌شود، بازیکنان با استعدادی همچون سردار آزمون، علیرضا جهانبخش، روزبه چشمی، فرشید اسماعیلی، علی علیپور، احمد عبدالله‌زاده، محمدحسین کنعانی‌زادگان، احسان پهلوان، محمد دانشگر، علی کریمی و بسیاری بازیکنان دیگر به تیم ملی بزرگسالان و تیم‌های اروپایی و لیگ برتری راه پیدا کردند.

## سوابق کاری
- سرمربی جوانان سایپا ۱۳۸۱–۱۳۸۲
- سرمربی جوانان و نوجوانان شهاب زنجان۱۳۸۲–۱۳۸۳
- سرمربی تیم دانشگاه پیام نور۱۳۷۹–۱۳۸۴
- سرمربی تیم فوتسال و فوتبال دانشگاه آزاد ۱۳۸۴۱۳۸۷-
- مشاور فنی و مدیر گروه آنالیز باشگاه سایپا ۱۳۸۳–۱۳۸۶
- مربی تیم ملی فوتبال المپیک جمهوری اسلامی ایران ۱۳۸۵–۱۳۸۶
- مربی تیم فوتبال بزرگسالان نیروی زمینی۱۳۸۷
- مشاور فنی و مدیر گروه آنالیز باشگاه سپاهان ۱۳۸۷–۱۳۸۸
- مربی تیم فوتبال بزرگسالان گسترش فولاد تبریز۱۳۸۸
- سرمربی تیم ملی نوجوانان جمهوری اسلامی ایران ۱۳۸۸–۱۳۸۹
- طراح و کارشناس برنامهٔ تخصصی فوتبالی توپ طلایی شبکهٔ ۲ ۱۳۸۵–۱۳۸۹
- نایب رئیس کمیته جوانان فدراسیون فوتبال از ۱۳۸۷–۱۳۹۲
- مدرس دروس تئوری و عملی فوتبال دانشکده تربیت بدنی دانشگاه تهران
- مدرس دوره‌های بازآموزی و تربیت مدرس و مربی فدراسیون فوتبال
افتخارات دوران مربیگری
- قهرمان جوانان باشگاه‌های تهران همراه با تیم سایپا ۱۳۸۱به‌عنوان مربی
- قهرمان جوانان باشگاه‌های ایران همراه با تیم سایپا ۱۳۸۲ به عنوان مربی
- نایب قهرمان و قهرمان ۲ دوره المپیاد دانشگاهی همراه با تیم پیام نور۱۳۸۰و۱۳۸۴به‌عنوان سرمربی
- مقام سوم لیگ برتر فوتبال ایران همراه با تیم سایپا ۱۳۸۵ به عنوان مشاور فنی
- قهرمان لیگ برتر فوتبال ایران همراه با تیم سایپا ۱۳۸۶ به عنوان مشاور فنی
- قهرمان مسابقات غرب آسیا (اردن) همراه با تیم ملی فوتبال نوجوانان جمهوری اسلامی ایران ۲۰۰۹به‌عنوان سرمربی
- قهرمان مسابقات مقدماتی نوجوانان آسیا (نپال) همراه با تیم ملی فوتبال جمهوری اسلامی ایران ۲۰۰۹به‌عنوان سرمربی و راهیابی به مرحله نهایی
- حضور در دور نهایی مسابقات قهرمانی نوجوانان آسیا به عنوان سرمربی تیم ملی نوجوانان ایران-ازبکستان2010
- قهرمان مسابقات مقدماتی جوانان آسیا (تهران) همراه با تیم ملی فوتبال جمهوری اسلامی ایران ۲۰۱۱به‌عنوان سرمربی و راهیابی به مرحله نهایی
- حضور در دور نهایی مسابقات قهرمانی جوانان آسیا۲۰۱۲ امارات به عنوان سرمربی -